# Dražeň
Dražeň (en allemand : Draschen) est une commune du district de Plzeň-Nord, dans la région de Plzeň, en République tchèque. Sa population s'élevait à 157 habitants en 2022.

## Géographie
Dražeň se trouve à 22 km au nord-ouest du centre de Plzeň et à 84 km à l'ouest-sud-ouest de Prague.
La commune est limitée par Hvozd au nord-ouest et nord, par Pláně à l'est, par Plasy au sud-est, par Loza au sud et par Líté au sud-ouest.

## Histoire
La première mention écrite de la localité remonte à 1193.

## Transports
Par la route, Dražeň se trouve à 26 km de Plzeň et à 106 km de Prague. 